# Simona Koren
Simona Koren (* 28. März 1993 in Graz, Steiermark) ist eine österreichisch-kroatische Fußballspielerin.

## Karriere

### Vereine

#### Jugend
Koren begann ihre Karriere am 26. November 2004 in der D-Jugend des LUV Graz. Nach dreieinhalb Jahren wechselte sie im Sommer 2008 zur Bundesliga-Reserve des FC Stattegg.

#### Profi-Karriere
Nach zwei Jahren in der zweiten Mannschaft des FC Stattegg kam sie am ersten Spieltag der Saison 2010/11 zu ihrem Bundesliga-Debüt im Spiel gegen den USK Hof. Nach zwei Bundesligaspielen in der Saison 2010/11 für Stattegg kehrte sie am 15. Juli 2011 zu LUV Graz zurück. Dort erzielte sie in der Saison 2011/12 in 16 Spielen neun Tore und wechselte in der Winterpause 2012/13 in die USA. Seitdem spielte Koren gemeinsam mit Sarah Zadrazil bei den ETSU Buccaneers, dem Women Soccer Team der East Tennessee State University. Anfang Mai den Beginn der Semesterferien kehrte sie für ein Vierteljahr bis September 2013 zu LUV Graz zurück. Nachdem sie im September 2013 zu den ETSU Bucs zurückgekehrt war, spielte sie die Saison in den USA zu Ende. Danach kehrte sie nach Österreich zurück und stand beim LUV Graz unter Vertrag. Sie spielte in den Semesterferien 2016 für den norwegischen Verein Medkila IL, bevor sie wieder in die USA zurückkehrte und im Frühjahr 2017 dort ihren Abschluss machte. Im Jänner 2017 unterschrieb Koren in Deutschland beim MSV Duisburg einen Vertrag, bevor sie im Sommer 2017 die Duisburger wieder verließ. Am 23. September 2017 unterschrieb Koren in England bei den Sunderland Ladies AFC, wo sie einen Tag später ihr Debüt feierte und gegen den Reading WFC den 1:0-Siegtreffer erzielte. Nach fünf Spielen in der Saison 2017/2018 und Zwangsrücksetzung um zwei Ligen für Sunderland im Juli 2018 wechselte Koren am 12. August 2018 zum schwedischen Damallsvenskan Verein Växjö DFF.

### Nationalmannschaft
Koren spielt vorwiegend für die U-19 von Österreich und absolvierte bislang zwölf Länderspiele, wobei sie zweimal ins Tor traf. Zudem gehört sie zum erweiterten Kreis der österreichischen Fußballnationalmannschaft der Frauen.

## Privates
Koren studierte zwischen 2012 und 2016 mit einem Sport-Stipendium an der East Tennessee State University Marketing/Management.